# Lunatik
Lunatik es un personaje ficticio que aparece en los cómics estadounidenses publicados por Marvel Comics.

## Historial de publicación
Lunatik apareció por primera vez en Defenders # 51 (septiembre de 1977), aunque un retcon posterior lo identifica como una encarnación de Arisen Turk, un personaje que apareció en Creatures on the Loose # 35-37 (mayo-septiembre de 1975), que fue escrito por David Anthony Kraft y a lápiz por George Pérez. De acuerdo con Kraft, había estado tratando de vincular a Lunatik con la historia de The Creatures on the Loose como escritor de Defenders, y su sucesor, Ed Hannigan, se dio cuenta de esto, pero hizo una conexión diferente entre las dos que Kraft había tenido en mente. Keith Giffen dijo: "Lunatik era un personaje que se me ocurrió en la escuela secundaria. Cuando salió radicalmente mal, fui a DC Comics y tomé el concepto básico de Lunatik y... lo dividí en dos personajes: Lobo tenía su sin piedad, y Ambush Bug tuvo su torpeza".
El personaje fue creado y diseñado rápidamente, cuando Giffen de repente dejó Marvel para trabajar para DC Comics.
El personaje aparece posteriormente en Defenders # 51-53 (septiembre-noviembre de 1977), # 55-56 (enero-febrero de 1978), # 61-62 (julio-agosto de 1978), # 64-65 (octubre-noviembre de 1978), Marvel Premiere # 45-46 (diciembre de 1978, febrero de 1979) y Defenders # 70-73 (abril-julio de 1979).
Un personaje diferente llamado Lunatik apareció en Marvel Comics Presents # 172-175 y Lunatik # 1 (diciembre de 1995).

## Biografía del personaje ficticio
Arisen Tyrk era el dios-rey tiránico de la dimensión llamada Otro Reino. Busca el poder de la piedra divina, que está vinculado a John Jameson como el Hombre-Lobo. Tyrk contrata a Kraven el Cazador para atacar a Hombre-Lobo, pero Hombre-Lobo lucha contra Kraven. Los rebeldes de Otro Reino traen al Hombre-Lobo a su tierra y él deposita a Tyrk.
Tyrk intenta escapar a través de un portal extradimensional, pero el portal está dañado y se fragmenta en una cantidad de formas en varios reinos. Cuatro de los fragmentos de Tyrk van a la Tierra, convirtiéndose en el loco Lunatik. Estos cuatro duplicados de Tyrk plagan a los Defensores hasta que vuelven a unir a Lunatik en un Tyrk más o menos completo. Él lucha contra los Defensores de esta forma, pero eventualmente lo derrotan. 
Durante un tiempo se hace pasar por el profesor de teatro, Harrison Turk en la Universidad Empire State.

## Otros personajes llamados Lunatik
También hay un mercenario cósmico llamado Lunatik. Mata a uno de los fragmentos de Tyrk, afirmando que no le gusta que nadie más "use su nombre". Apareció por primera vez en Marvel Comics Presents # 172 (enero de 1995). Este Lunatik se ve en un barco de la prisión, el Dredge 01, en su camino hacia el Kyln. Se estrella en la Tierra con Drax el Destructor, Paibok y los Hermanos Sangre como los únicos sobrevivientes. Aparentemente encuentra su final en la mano del Destructor.

## En otros medios
El episodio de Guardianes de la Galaxia, "Take the Milano and Run" presenta a un Lunatik diferente con la voz de John DiMaggio. Él es dueño de un club nocturno en la estación espacial del Gran Maestro, Conjunction, y es un viejo contacto de Star-Lord.